# Escola Normal Jueva
L'Escola Normal Jueva (en francès: École Normale Hébraïque (en àrab: المدرسة العبرية العادية) és una escola secundària jueva ubicada a Casablanca, Marroc, que es va inaugurar en 1945. Regularment aconsegueix una taxa d'èxit del 100 % en els exàmens de matriculació nacional, una xifra rècord al país. En 2005 tenia 138 estudiants, dels quals 26 eren francesos, el centre forma part de la xarxa escolar de l'Aliança per a l'Educació Francesa a l'Estranger. L'Escola Normal funciona com a institut i escola secundària.